# Ermoupoli
Die Hafenstadt Ermoupoli (griechisch Ερμούπολη (f. sg.) veraltet auch Ermoupolis (Ερμούπολις)) ist wirtschaftliches und kulturelles Zentrum der Kykladeninsel Syros sowie Verwaltungssitz der Gemeinde Syros-Ermoupoli und der griechischen Region Südliche Ägäis. Nach der Volkszählung von 2011 hatte die größte Stadt der Kykladen 11.407 Einwohner. 
Die Stadt wurde während der Griechischen Revolution nach 1822 von Flüchtlingen gegründet, ihren Namen erhielt sie 1826. Ermoupoli war das erste Handels-, Schifffahrts- und Industriezentrum Griechenlands.

## Lage
Ermoupoli liegt im Osten der Insel Syros an der größten natürlichen Hafenbucht. Das Stadtzentrum liegt im Norden der Bucht, es reicht bis zur Platia Miaouli (Πλατεία Μιαούλη) mit dem Rathaus. Dem Geschäftsviertel schließen sich Wohngebiete an, östlich entlang der Küste Vaporia (Βαπόρια), den Hügel hinauf nach Ano Syros Vrondado (Βροντάδο). Das Industrie- und Gewerbegebiet mit der Neorion Werft liegt in der Mitte der Hafenbucht. Die vorgelagerten Inseln Didymi und Strongylo zählen zum Stadtbezirk.

## Geschichte
Die Stadtgründung Ermoupolis ist eine Folge der neutralen Haltung der Kykladen-Insel Syros während der Griechischen Revolution. Französische und österreichische Kriegsschiffe gewährten der überwiegend von Katholiken bewohnten Insel Schutz. Nach den Verwüstungen von Smyrna, Kydonies und den vorgelagerten Moschonisia 1821, dem Massaker von Chios 1822 sowie den Zerstörungen von Psara und Kasos 1824 wurde die Insel Ziel mehrerer Flüchtlingswellen. Hatte der Ort vor den Flüchtlingswellen 1821 noch 150 Einwohner, ergab 1828 die erste Volkszählung 13.805 Einwohner, für die übrige Insel weitere 6.392 Einwohner. Etwa ein Drittel der Neuankömmlinge stammte von Chios und ein Fünftel von kleinasiatischen Küstenstädten. 
Die wirtschaftlichen, sozialen und kulturellen Hintergründe der griechisch-orthodoxen Flüchtlinge, hauptsächlich Händler und Seeleute, waren wesentliche Faktoren für den raschen Aufstieg Ermoupolis zu einer der bedeutendsten Städte im neu gegründeten Königreich Griechenland. 
Die Entwicklung der Hafenstadt zum Zentrum des Transithandels zwischen dem östlichen Mittelmeer, dem Schwarzen Meer und Westeuropa in den folgenden Jahrzehnten beruhte neben der geographischen Lage auf Handel und Verarbeitung von Textilien-, Leder- und Eisenwaren sowie einem leistungsfähigen Bankwesen. Um 1860 war Ermoupoli bedeutendster Handelshafen Griechenlands. Zwei Drittel der griechischen Importe wurden über den Hafen abgewickelt. Der wirtschaftliche Aufschwung war im letzten Drittel des 19. Jahrhunderts von einer bedeutenden Entwicklung des sozialen und kulturellen Lebens in Verbindung mit einer regen Bautätigkeit begleitet. Bis heute prägen klassizistische Bauten das Stadtbild und zeugen vom ehemaligen Wohlstand. Bedeutendste Bauwerke sind das Apollon-Theater von Pietro Sampo und das Rathaus von Ernst Ziller. Daneben entstanden etwa 800 Bürgerhäuser sowie 250 Industriegebäude wie Werften, Schmieden, Mühlen, Farbfabriken, Gerbereien, und Spinnereien. Die Stadt wurde Anziehungspunkt für Immigranten aus verschiedenen Teilen des unabhängigen Griechenlands auf der Suche nach Arbeit und Möglichkeit für einen sozialen Aufstieg. Im Jahr 1879 war Ermoupoli mit 21.540 Einwohnern nach Athen und Patras drittgrößte Stadt Griechenlands. Durch das Aufkommen der Dampfschifffahrt und der Eröffnung des Kanals von Korinth zum Ende des 19. Jahrhunderts verlor Ermoupoli seine vorherrschende Stellung unter den griechischen Häfen an Piräus.
Einwohnerentwicklung von Ermoupoli
| Name      | 1821 | 1828   | 1861   | 1879   | 1920   | 1928   | 1940   | 1951   | 1961   | 1971   | 1981   | 1991   | 2001   | 2011   |
| --------- | ---- | ------ | ------ | ------ | ------ | ------ | ------ | ------ | ------ | ------ | ------ | ------ | ------ | ------ |
| Ermoupoli | 150  | 13.805 | 18.511 | 21.540 | 18.663 | 21.416 | 18.925 | 16.971 | 14.405 | 13.506 | 13.877 | 13.030 | 11.799 | 11.407 |

## Sehenswürdigkeiten

### Rathausplatz

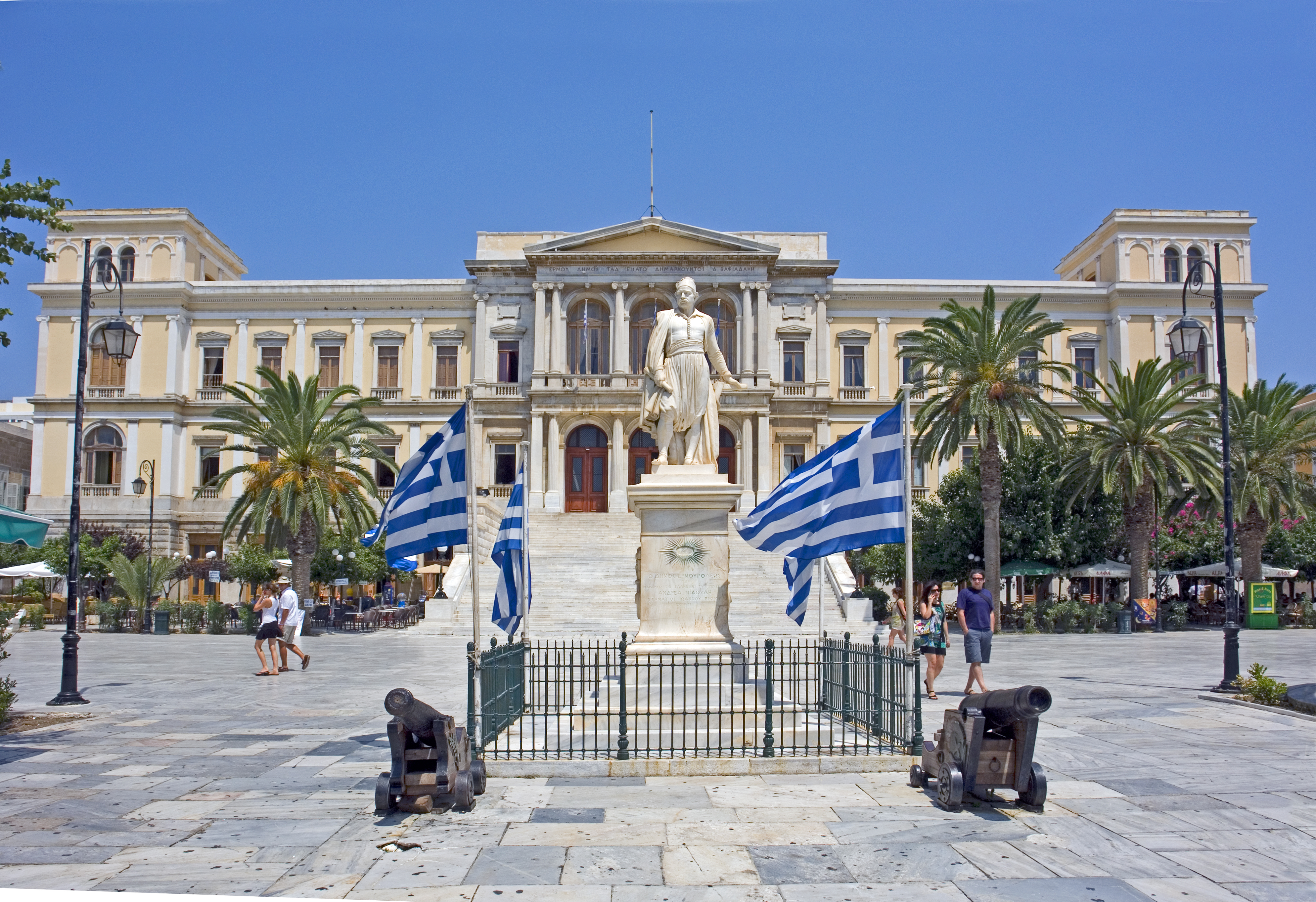
Rathaus mit Miaoulis-Denkmal

Im Nordwestflügel des Rathauses (linker Hand) befindet sich das Archäologische Museum der Kykladen. Hier sind unter anderem Exponate aus der Zeit der Keros-Syros-Kultur zu sehen. Auch Ausgrabungsstücke von der Insel selbst, zum Beispiel von der Nekropole bei Chalandriani (Χαλανδριανή) im Nordosten der Insel. Aber auch byzantinische Exponate sind hier ausgestellt, wie auch aus anderen Epochen.
Vor dem Rathaus befindet sich der „Miaoulis-Platz“. Im Mittelpunkt steht die Statue von Andreas Miaoulis, die am 23. April 1889 aufgestellt wurde.
Rechter Hand befindet sich (das Gebäude, in dem heute ein griechischer Telekommunikationsanbieter sitzt) die ehemalige Lykeion Evangelidi. Hier bereiteten sich einst Persönlichkeiten wie Vikelas oder Roidis auf ihr Studium vor und machten ihre Schulabschlüsse.
Lohnend kann auch ein Besuch im Freilichtkino, linker Hand am Rathausplatz, Miaoulis Platz, sein. Denn hier werden die meisten Filme (bis auf Kinderfilme) in Originalsprache mit griechischen Untertiteln gezeigt.
Ebenfalls ganz in der Nähe des Miaouli-Platzes befindet sich das historische Archiv der Kykladen, „Megaro Ladopoulou“, heute auch Stadtbibliothek mit interessanten Ausgaben.

### Apollon-Theater
Nur wenige Meter von dem Rathaus entfernt liegt das Apollon-Theater. Im März 1862 wurde mit dem Bau begonnen, ehe es am 20. April 1864 mit der Aufführung von Giuseppe Verdis Oper Rigoletto eingeweiht wurde. Architekt war der Italiener Pietro Sambo. Die Bauweise erinnert sehr an die des Mailänder Opernhauses „Scala“.
Auf der Decke befindet sich ein Kranz mit Gesichtern von bekannten italienischen und griechischen Komponisten. Im Treppenhaus ist auch ein kleines Museum untergebracht.
Kulturell ist das Theater das Zentrum von Syros, hier finden Theateraufführungen (Oper, Operette, Musical), Konzerte und das „Ermoupoli-Festival“ statt.

### Hafen

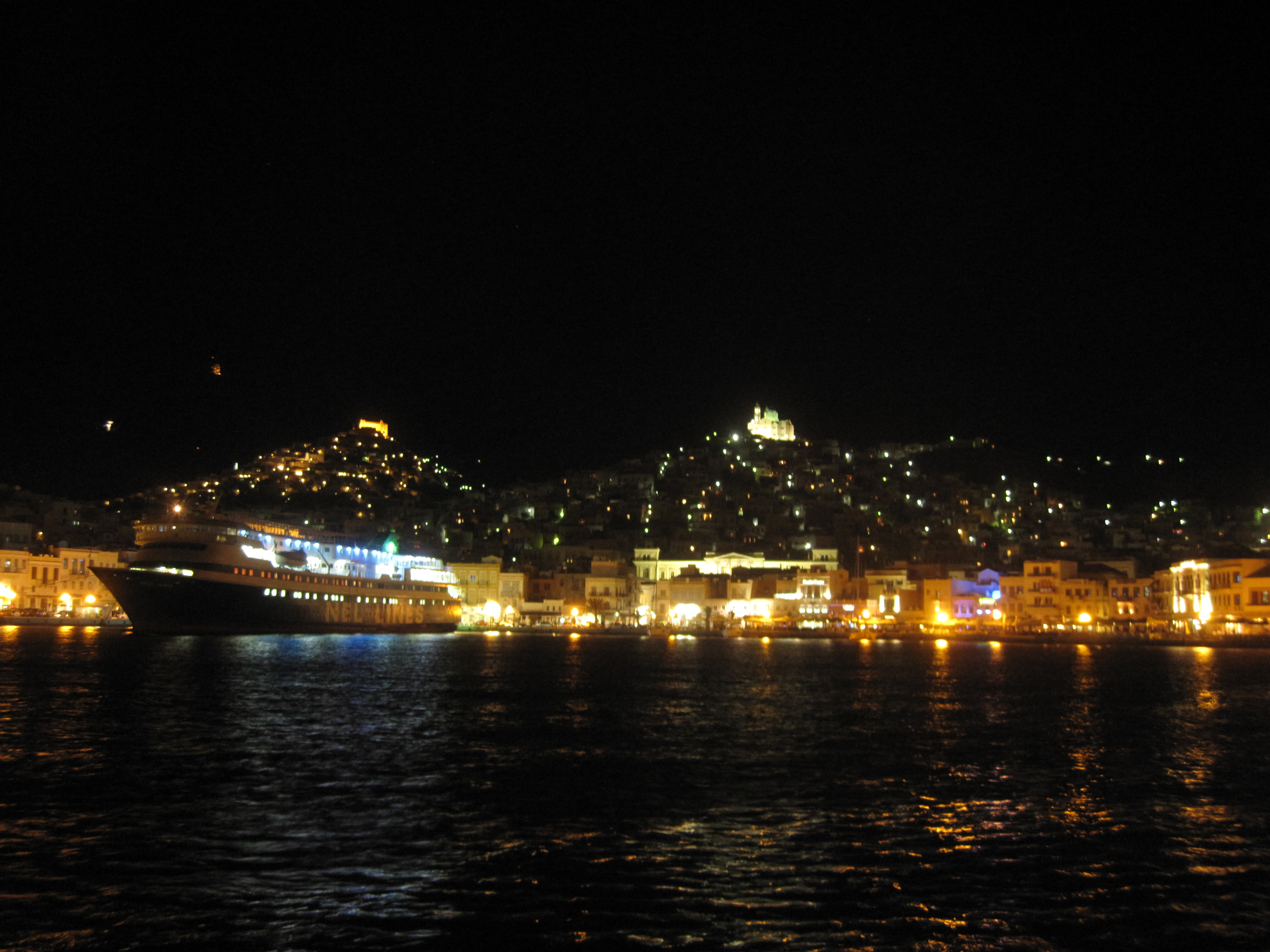
Hafen bei Nacht

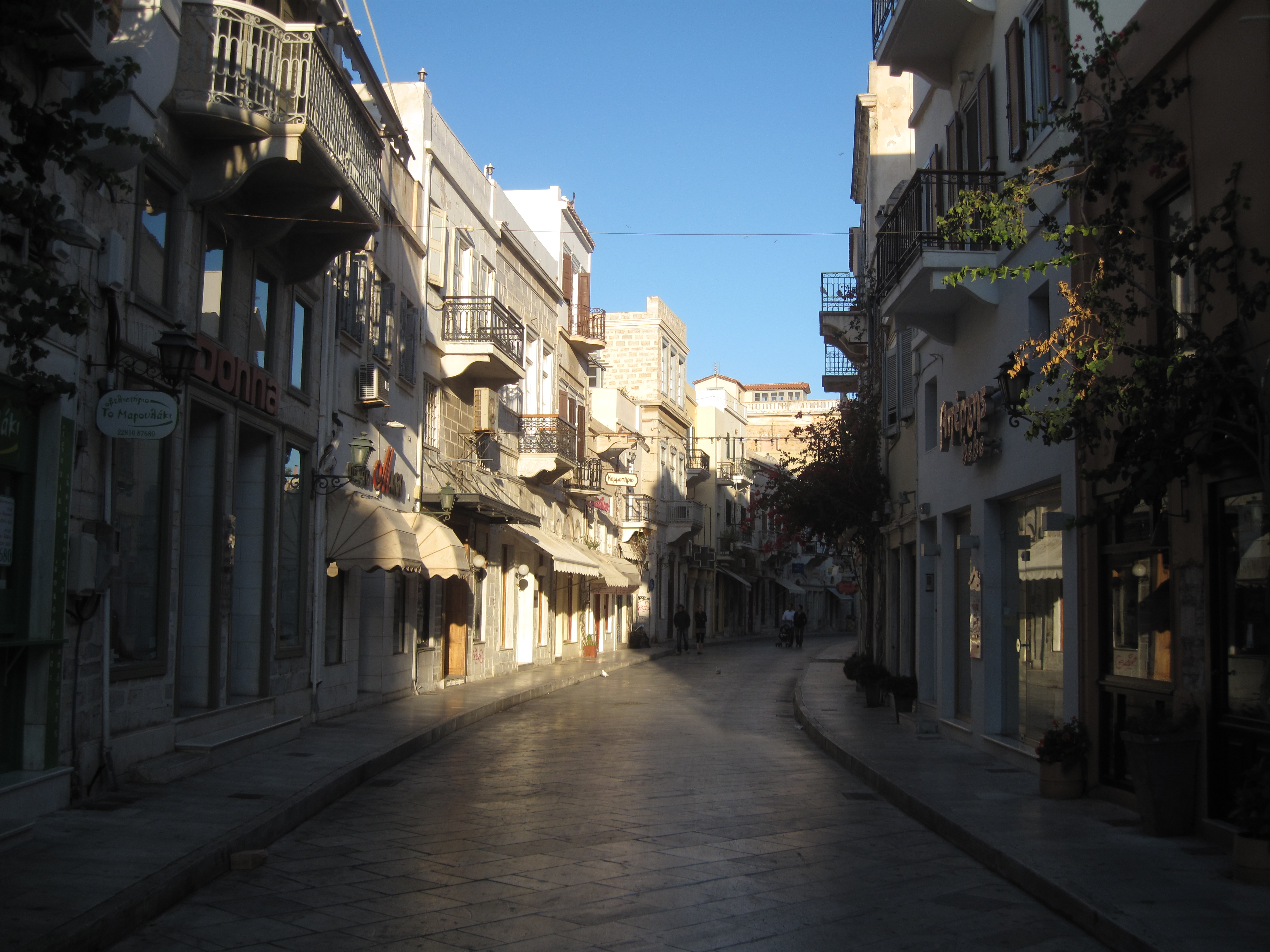
Petros-Protopapadakis-Straße

Eine Statue der Siegesgöttin Nike schmückt die Hafenpromenade. Sie soll an die gefallenen Soldaten des Ersten Weltkrieges erinnern.
Tagsüber ist die Straße Petros Protopapadakis (Parallelstraße zwischen Rathausplatz und Hafen) eine belebte Einkaufsstraße, während sich nach Schließung der Geschäfte das Leben vor allem in der Straße „Akti Ethnikis Antistasseos“ abspielt. Dort befinden sich mehrere Tavernen, Bars und Cafés, die mit ihrer Lage direkt am Hafen eine schöne Aussicht bieten.
Auf der Ostseite befindet sich die frühere Hafenanlage. Die Gebäude werden heute anderweitig genutzt.

### Kirchen

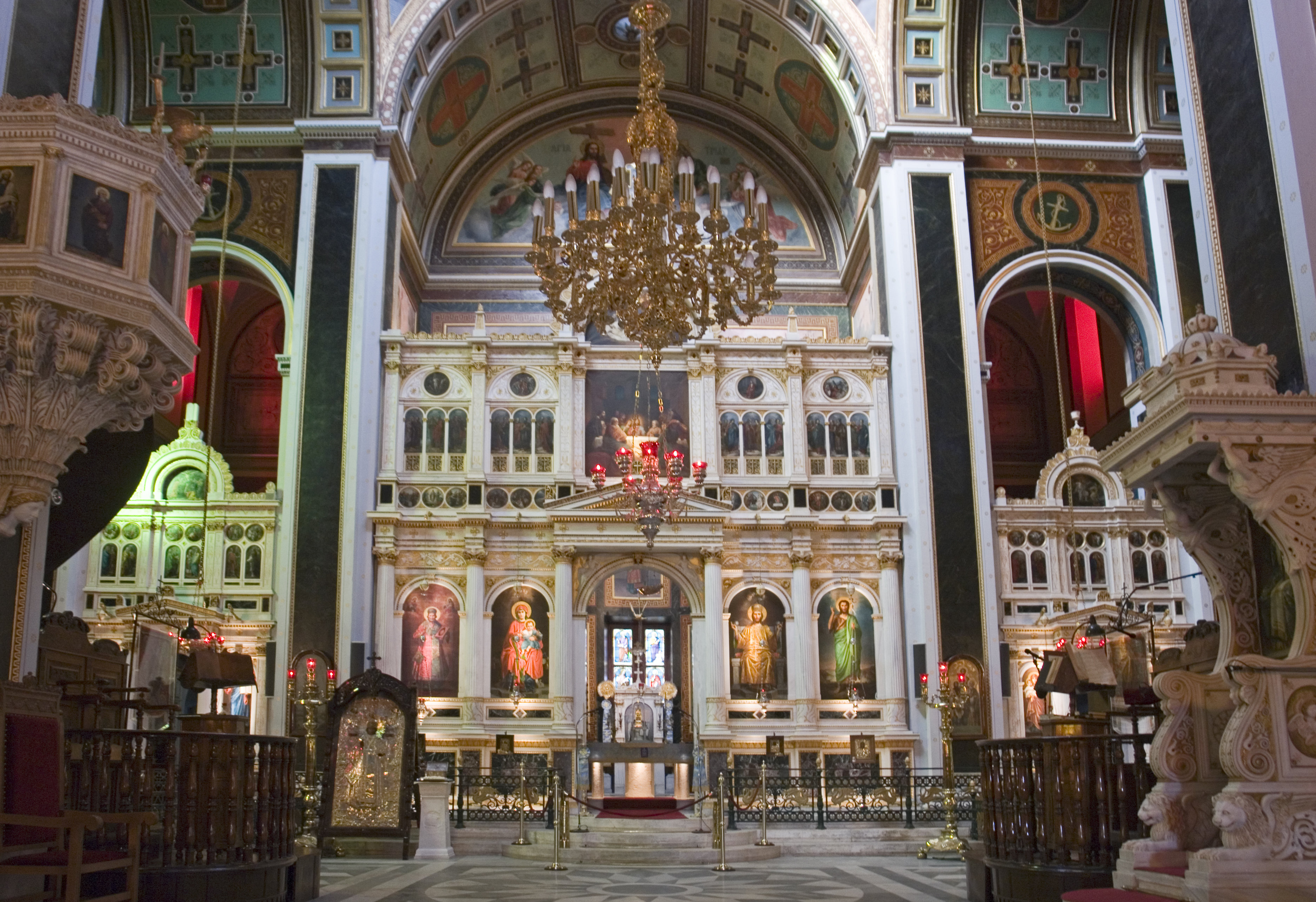
Innere der Kirche Agios Nikolaos

Die Kirche „Agios Nikolaos“ ist dem heiligen Nikolaus von Myra geweiht. Sie liegt im Norden der Stadt. Gebaut wurde sie ab dem Jahr 1848. 1870 wurde sie eröffnet. Geschmückt wird sie von einer gut sichtbaren blauen Kuppel mit goldener Verzierung. Sie gehört zu den größten Kirchen der Insel und erscheint von außen, mit ihrem Eingangsportal und dem Treppenaufstieg, auch als eine solche. Innen ist sie für Orthodoxe Verhältnisse eher schlicht gehalten, wirkt dadurch aber umso größer.

Vor dem Eingangsbereich steht in einem kleinen Garten ein Denkmal für die grablosen gefallenen Krieger der Insel.

Die Kirche befindet sich im Stadtteil „Vaporia“, sehenswert vor allem wegen seiner vielen neoklassizistischen Villen (Straßen: Bambagiotou, Apollonos, und Souri).

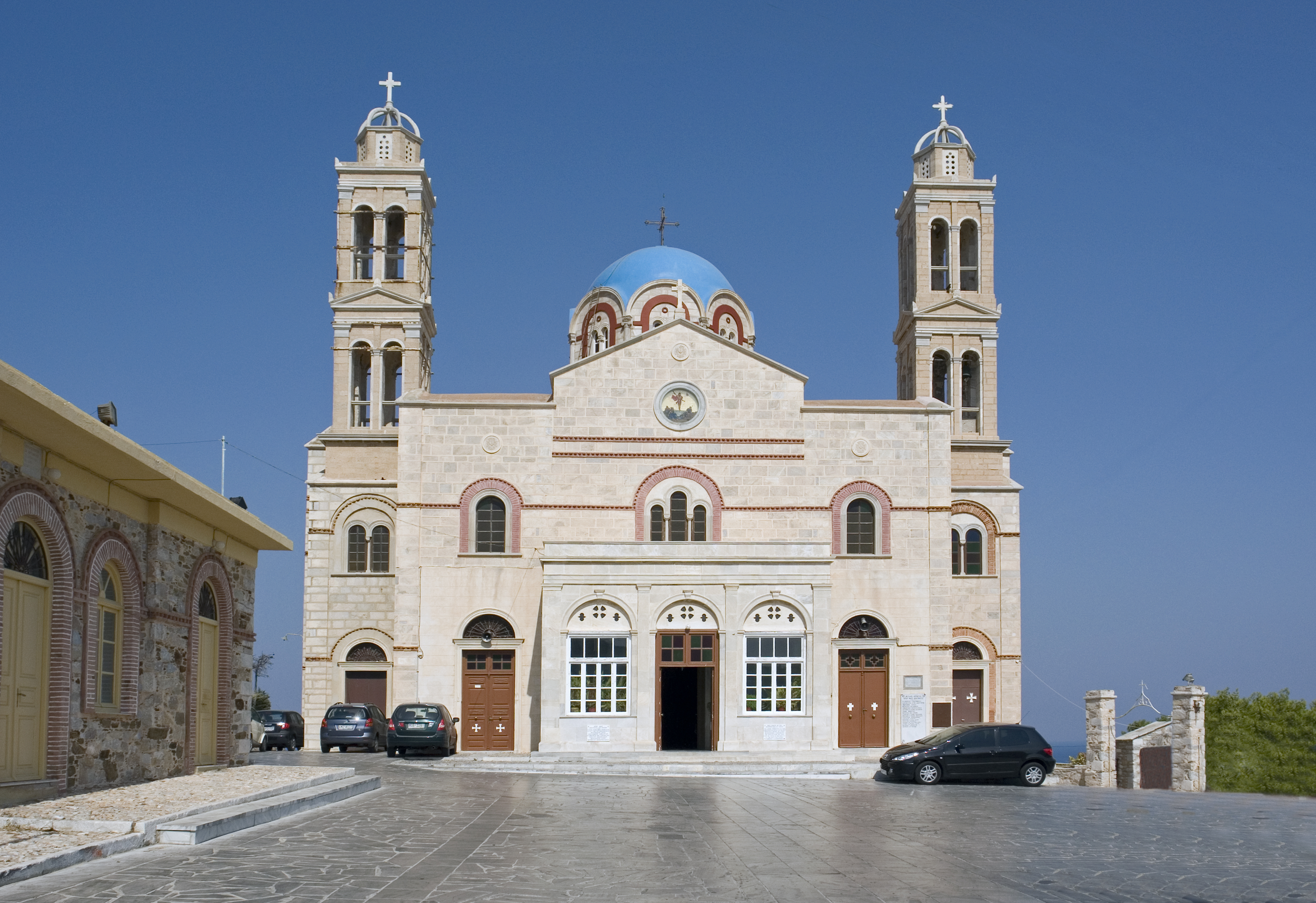
Kirche Anastasis.

Auf der Spitze des „Vrontado“ (Berg) liegt die von weitem gut sichtbare orthodoxe Kirche „Anastasis“, Kirche der Auferstehung. Im Inneren hat sie meist neoklassizistische Elemente, sowie eine Holzkanzel und Ikonen, fast alle aus dem 19. Jahrhundert.

Von hier aus hat man eine sehr schöne Aussicht über Ermoupoli und hinauf nach Ano Syro. Bei gutem Wetter sind auch die Nachbarinseln Tinos und Mykonos sichtbar.

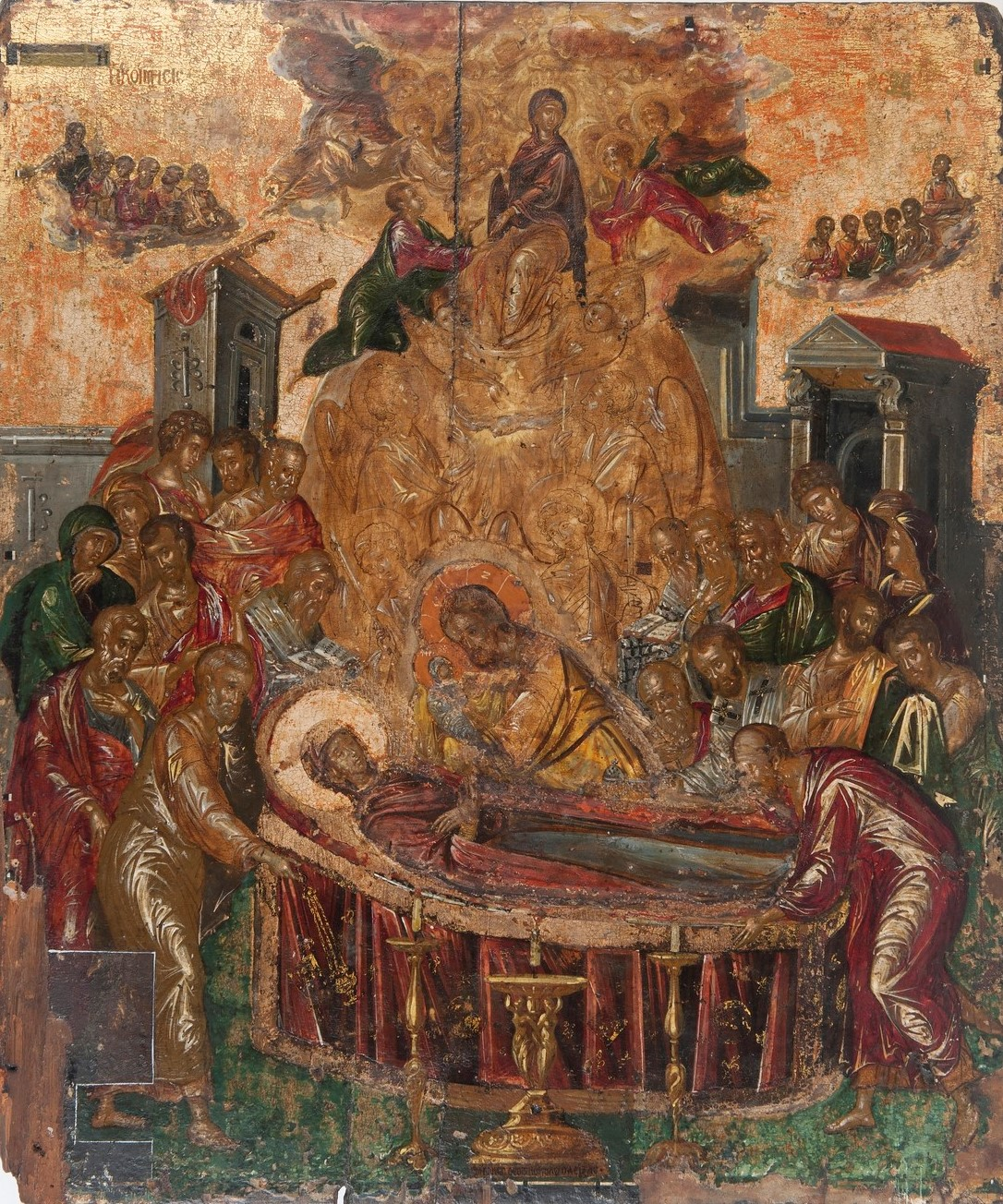
El Greco, Die Entschlafung der Jungfrau Maria (vor 1567), Tempera und Gold auf Holz, 61,4 × 45 cm. Die Darstellung verbindet post-byzantinische stilistische und ikonographische Elemente mit solchen des italienischen Manierismus und enthält stilistische Elemente der kretischen Schule.

Eine weitere sehenswerte orthodoxe Kirche ist die 1826 eröffnete Kirche „Kimissi Theotokou“. Diese beherbergt nämlich die Dormitio der Mutter Gottes aus dem Jahre 1562 von Dominikos Theotokopoulos, bekannt auch unter dem Namen El Greco. Diese Ikone der Mutter Gottes verlieh der Kirche auch ihren Namen.

Im Gegensatz zum Inneren der Kirche ist das Äußere mit dem Glockenturm eher schlicht gehalten. Abends ist sie vom Hafen gut zu sehen, da auf dem Glockenturm ein blau leuchtendes Kreuz angebracht ist.
Die „Metamorfossi“ (Verwandlung) ist die wichtigste orthodoxe Kirche der Insel, da sie orthodoxe Bischofskirche der Insel Syros ist. Fertiggestellt wurde sie im Jahre 1824. Diese barocke Kirche besitzt einen Innenhof mit einem Mosaik und einigen außergewöhnlichen Holzschnitzereien und Ikonen.
Einzige römisch-katholische Kirche in Ermoupoli ist die „Evangelistra“, Kirche der Verkündigung des Herrn, aus den Anfängen des 19. Jahrhunderts.

### Sonstiges
Des Weiteren gibt es in Ermoupoli noch ein Industriemuseum (gegenüber dem Krankenhaus, in drei ehemaligen Fabrikhallen). Hier sind über 300 Exponate aus der Blütezeit der Industrie der Insel zu sehen.
Im Süden der Stadt befindet sich das Demetrius Vikelas Sportzentrum. Im Freilicht-Wasserball-Stadion findet im Sommer der Vikelas Cup mit vier Juniorenteams der Wasserball-Nationalmannschaften verschiedener Nationen statt.
In Ermoupoli gibt es auch ein Kino und ein Kasino sowie einen Sportplatz.

## Persönlichkeiten
- Dimitrios Vikelas (1835–1908), Geschäftsmann und Literat, erster Präsident des IOK
- Emmanouil Roidis (1836–1904), Schriftsteller
- Venedictos Printesis (1917–2008), römisch-katholischer Geistlicher, Erzbischof von Athen